# Aardvark
Aardvark은 사용자를 실시간으로 친구들끼리 또는 친구들의 친구들끼리 연결해주는 소셜 검색 서비스이다. 질문에 답변을 할 수 있는 지식 시장의 하나이다. 사용자는 Aardvark 웹사이트, 이메일, 메신저를 통해 질문을 제출하였고 Aardvark은 확장된 애스커스 소셜 네트워크의 한 명 이상의 주제 전문가들과 실시간 채팅 또는 이메일 대화를 진행하였다.
2010년 2월 11일 구글은 50,000,000 달러에 Aardvark를 인수하였다.
2011년 9월, 구글은 Aardvark를 포함한 수많은 제품의 중단을 발표하였다.

## 역사
Aardvark는 2007년 설립된 샌프란시스코 스타트업 기업 The Mechanical Zoo의 맥스 벤틸라, 네이선 스톨, 데이먼 호로위츠, 롬 스파이로에 의해 개발되었다. 2008년 초 프로토타입 버전이 출시되었고 알파 버전은 2008년 10월 시작되었다. Aardvark는 2009년 3월 대중에 정식 공개되었으나 처음 사용자들은 기존 사용자들로부터 초대를 받아야 했다. 기업은 사용자 통계를 공개하지 않았다.